# Словенци
Словенци су јужнословенски народ који углавном живи у Словенији, где чини приближно 92% становништва. Иако су велики део историје провели под аустријском влашћу, успели су очувати свој језик и националну свест.
Словенци су 1918. створили заједничку државу са Србима и Хрватима, а од 1991. године имају сопствену независну државу. Већином су католичке вероисповести, а говоре словеначким језиком, који припада словенској групи индоевропске породице језика. Словенаца има отприлике 2,2 милиона, од тога у Словенији 1.631.636.
Припадница словеначког народа назива се Словенка, а тај термин се употребљава и за женске особе словенске етнолингвистичке групе. Ради разликовања двају споменутих значења често се у литератури сусреће појам Словенкиња.